# Церковь Марии Магдалины на Малой Охте
Церковь Святой Равноапостольной Марии Магдалины на Малой Охте — утраченный православный храм в Санкт-Петербурге, располагавшийся на Малой Охте у Малоохтинского православного кладбища. Сооружён в 1781 году, перестроен в 1849—1857 годах. Разрушен коммунистами в 1972 году.

## История
Каменная однопрестольная церковь была построена в 1778—1781 годах, возможно, в память второй жены императора Павла I, в то время наследницы цесаревны Марии Фёдоровны. Первым священником при церкви был Стефан Дмитриев, в память его в восточную стену по правую сторону главного алтаря вертикально поставлена плита, из которой явствует, что отец Стефан родился в Новгороде в 1747 году, в 1781-м был посвящён к этой новопостроенной церкви, а в 1791 году скончался.
В 1849 году здание церкви решили переделать и расширить. Перестройку начал архитектор Василий Небольсин, и затем к нему присоединился Карл Маевский. Работы проводились на «доброхотные подаяния, собранные по сборной книжке усердием церковного старосты Ивана Аникина».
В 1849 году заложили и в 1851 году построили придел во имя святого Иоанна Златоуста, в память Санкт-Петербургского купца Ивана Егорова, как было высечено на мраморной доске, установленной в этом приделе, потом придел во имя святого благоверного князя Георгия Владимирского, новые каменный купол и двухъярусную колокольню, своим видом немного напоминающую контуры кирхи. Придел святого Георгия Владимирского (память 4 февраля по ст. ст.), построили на пожертвования д. ст. сов. Михаила Петрова, родители которого были погребены в нём.
Главный престол во имя святой Марии Магдалины освящён в марте 1857 года. Приделы были построены вблизи входа по обе стороны от западных дверей и отделены от середины церкви стенами-перегородками с тремя стеклянными дверями, что позволяло одновременно служить панихиды и литургию. Все иконостасы резные и позолоченные, работы местных охтенских мастеров. Главный иконостас двухрядный, по его сторонам в киотах поставлены украшенные жемчугом несколько старинных образов, преимущественно Тихвинские иконы Божией Матери.
Во втором ряду главного иконостаса размещены пожертвованные разными лицами иконы, покрытые серебряными позолоченными ризами; над ними в центре Тайная вечеря, над ней Господь Саваоф, над ним Распятие.

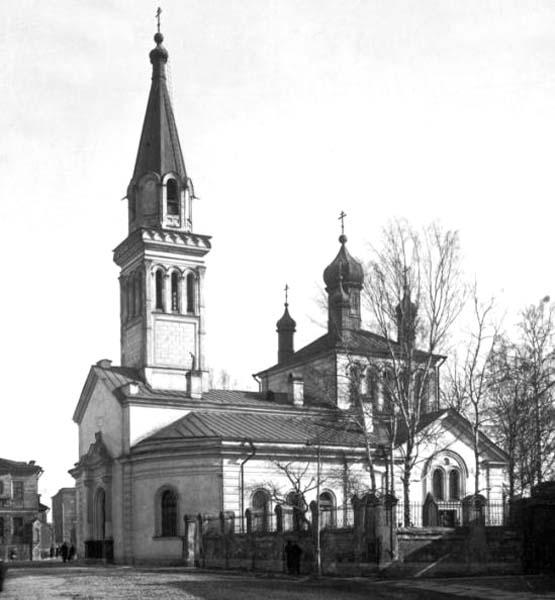
Храм в начале XX века

На аналое с боковой северной стороны клироса установлен обложенный серебром кипарисовый крест 1759 года, как об этом гласит надпись на нём. Это копия с креста, сделанного «тщанием непреклонного веры столпа святейшего патриарха Никона всероссийского», содержавшего в себе до трёхсот христианских святынь, таких как частицы мощей, «Камень пещеры, где скрылся Иоанн Предтеча от Ирода, часть жезла Моисеева, чем Чермное море пресеке» и т. п.
Позади клиросов погребены бывший священник этой церкви Иаков Троицкий и протоиерей Пётр Георгиевский. Наверху находятся хоры, но посетители на них не допускались по причине неудобного входа; кроме того, места в церкви и так было достаточно.
На мраморном поминальном столике правого придела поставлен крест со святыми мощами, подаренный Константинопольским патриархом (имя неизвестно) Императору Александру I, который, в свою очередь, пожертвовал его бывшему министру Татищеву, а тот — отцу благотворителя Михаила Георгиевича Петрова.
Церковная ризница расположена над главным входом в церковь; роскошью она не отличается, но имеет довольно много риз, из которых многие пожертвованы родственниками погребённых на кладбище. Лучшее соборное облачение среди них было пожертвовано купцами Потираловскими.
Малоохтинский приход церкви составляли три деревни: Клочки из 8 дворов, недалеко от Киновии; Яблоновка на берегу Чёрной речки и Сергиевка, расположенная около ремесленного училища, учреждённого Ф. Ф. Треповым.

### Усыпальница
Согласно работе Владимира Саитова «Петербургский некрополь», в церкви были погребены несколько человек:
- Богданов, Семён Фёдорович, потомственный почётный гражданин;
- Георгиевский, Пётр Алексеевич, протоиерей этой церкви;
- Гумм, Михаил Иванович, доктор;
- Данилова, Надежда Сергеевна;
- Данилов, Григорий Иванович, пекарь Высочайшего Двора;
- Дундуков, Василий Петрович;
- Егоров, Иван Филиппович, С.-Петербургский купец, строитель одного из приделов;
- Ильина, Анисия Максимовна;
- Ильин, Семён Матвеевич;
- Литвина, Елизавета Алексеевна;
- Меняев, Фёдор Фёдорович;
- Петров, Михаил Георгиевич, действительный статский советник. Над телом надгробное пение совершено преосвященным Иоанном, епископом Нарвским, с наместником Александро-Невской лавры архимандритом Арсением и прочим духовенством;
- Стуколкин, Михаил Макарович;
- Троицкий, Иаков Фёдорович, священник этой церкви, скончался на 70-м году и 40-м году своего пастырского служения. Вдова: Надежда Семеновна, на 76 г.;
- Успенский, Петр Данилович, священник;
- Чулкова, Софья Фёдоровна, жена статского советника.

### Документы и литература

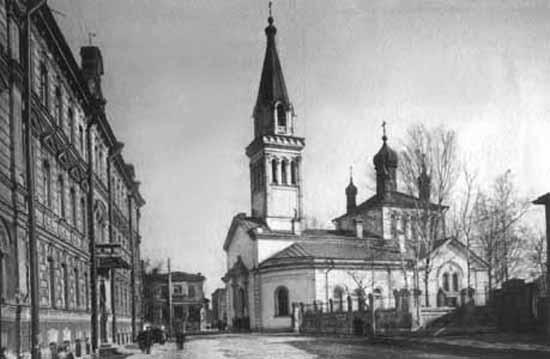
Вид с Малоохтинского проспекта. Слева сохранившийся дом 53

Приходо-расходные, метрические и исповедные книги имелись с момента основания церкви, но вначале велись не в полном порядке; так, с 1802 по 1824 год в них отсутствуют подписи священнослужителей, в ранних исповедных книгах напротив имён исповедников обозначалось: «будет приобщаться» или «не будет приобщаться», в обыскной книге 1802 года в записи одного брака отсутствует возраст невесты.
В церковной библиотеке были журналы «Духовная беседа», «Странник», «Христианское чтение» с «Церковным вестником», «Душеполезное чтение». Имелись толкования Иоанна Златоуста на послания Апостолов и «Апокалипсис», пожертвованные некоей вдовой Марией Ивановой.
Также в библиотеке хранились сочинения Димитрия Ростовского и Тихона Задонского и несколько книг антиматериалистической направленности, например сочинение Поля Жане «Мозг и мысль», Пресансе «Иисус Христос и Его время», Эрнеста Навилля и другие. О. Пётр Троицкий замечает, что специальной нужды в этих книгах нет, поскольку у прихожан особенного развития материалистических идей не замечено.

### Священно-церковнослужители
После уже упомянутого Стефана Дмитриева служил Иоанн Стефанов, с 1813 года — Симеон Симеонов, с 1817 года — Иаков Фёдорович Троицкий. В 1846 году к церкви определили второго священника — Петра Георгиевского, переведённого из Кронштадта; по смерти о. Иакова Троицкого его назначили настоятелем церкви, а вторым священником определили зятя отца Иакова Петра Соловьёва, который затем стал протоиереем Покровской церкви на Коломне, а на его место в 1865 году вторым священником поставили о. Иакова Зиновьевского, в 1875 году перемещённого в Александровскую больницу для чернорабочих. Его место в марте того же года занял иерей Илья Свиткин, в 1876 году перемещённый к церкви св. великомученицы Екатерины на Васильевском острове. После кончины о. Петра Георгиевского в 1880 году настоятелем был определён протоиерей церкви Спаса на Сенной площади Григорий Евграфович Романовский. 16 марта 1884 года его перевели настоятелем Екатерининской церкви в Екатерингофе.
Причт по состоянию на 1884 год:
- Старший священник — Пётр Матвеевич Троицкий, сын иерея Калужской губернии, окончивший курс в Санкт-Петербургской духовной академии в 1865 году со степенью кандидата академии и состоявший наставником Священного писания и греческого языка в Калужской духовной семинарии, русской литературы и логики в Смоленской духовной семинарии, где он также был членом правления. По собственному прошению был переведён в Александро-Невское духовное училище учителем греческого языка, после чего состоял законоучителем и священником при Гатчинской учительской семинарии, священником Николаевского дома призрения старых и увечных, а 16 марта 1884 года по резолюции его высокопреосвященства митрополита Исидора определён старшим священником к малоохтенской церкви св. Марии Магдалины.
- Второй священник — Павел Васильевич Нильский, сын дьячка Петербургской губернии; окончил курс в Санкт-Петербургской духовной академии в 1867 г., был учителем латинского языка в Александро-Невском духовном училище, в 1872 г. его рукоположили иереем к Василеостровской церкви св. Екатерины, а в 1876 г. переместили на Малую Охту.
- Диаконы: Варлаам Яковлев, с 1818 г. — Лонгин Дмитриевич Ильинский, Герасим Помяловский, отец писателя Николая Помяловского, с 1851 г. — Павел Матвеевич Леонтьев, окончивший курс Санкт-Петербургской духовной семинарии, Владимир Травин, сын диакона из Новой Ладоги, уволен из 2-го класса Санкт-Петербургской духовной семинарии, состоял на дьяческом окладе.
- Причетники — первыми были дьячок Прохор Михайлов и пономарь Иван Леонтьев; ныне на месте дьячка Стефан Ильинский, который окончил курс в Александро-Невском училище.
- Письмоводитель по приходо-расходным книгам и кладбищенской ведомости — диакон Павел Леонтьев, по клировым ведомостям, метрическим книгам и исповедным росписям — дьячок Стефан Ильинский.

Хор певчих был набран из охтинских любителей, которые под управлением опытного регента из капеллы пели очень достойно и стройно.
Причт по состоянию на 1899 год:
Церковно-священнослужители живут в церковных деревянных домах, при этом содержание причту не полагается, а живут они на доходы от «исправления треб» и на проценты с причтового капитала, составляющего около 16 тыс. руб; церковный капитал считается отдельно — около 12 тыс. руб. Приход включает три деревни: Малая и Большая Яблоновка и Клочки, где 306 домов, 487 душ мужчин и 709 женщин.
По штату причт должен состоять из 2-х священников, диакона и 2-х псаломщиков:
- Священник Пётр Иоаннович Александровский из СПб епархии, окончил курс в СПб духовной семинарии со званием студента в 1867 г., во священника рукоположен к Благовещенской церкви в мызе Ропша Петергофского уезда в 1868 г., затем в 1879 г. переведён в церковь при СПб женской Обуховской больнице. В 1883 г. перемещён к церкви при Литовском тюремном замке, а в 1885 — к Введенской церкви на Петербургской стороне. В эту церковь назначен в 1895 году. Награждён золотым наперсным крестом в 1892 г.[6] Перед революцией 1917 года Пётр Иоаннович, уже будучи протоиереем, служил в храме Преображения Господня при Императорском фарфоровом заводе[7]
- Священник Николай Петрович Крылов (1828—1905)[8] из СПб епархии, в 1847 г. окончил курс в СПб духовной семинарии со званием студента, до 1852 г. находился в распоряжении начальника православной Миссии в Иерусалиме, затем в 1852 году его перевели на место псаломщика в Знаменской церкви в Санкт-Петербурге. Во диакона рукоположен к Воскресенской Мало-Коломенской церкви в 1854 г. и к той же церкви во священника в 1872 г. К этой церкви переведён в 1890 г. Награждён золотым наперсным крестом в 1892 г.[6]
- Штатный диакон — уже упомянутый Павел Тимофеевич Леонтьев из СПб епархии, в 1851 г. окончил курс в СПб духовной семинарии и в этом же году его рукоположили во диакона к данной церкви[6].
- Диакон Владимир Иоаннович Травин из СПб епархии, учился в СПб духовной семинарии, но не окончил её, в 1876 г. назначен исполнять должность псаломщика к Новолисинской церкви Царскосельского уезда, к этой церкви переведён в 1877 г., во диакона рукоположён в 1883 г.[6] и оставался в этой должности до 1917 года[9].
- Псаломщик Константин Иоаннович Полисадов из СПб епархии, учился в СПб духовной семинарии, но не окончил её. В должности находится с 1894 г.[6]
- Церковный староста Георгий Александрович Аникин из охтинских мещан, исполняет свои обязанности с 1897 года[6].
- Просвирня Александра Георгиевна Певцова, в должности с 1888 г., вдова псаломщика[6].

По состоянию на 1909 год настоятелем являлся протоиерей Григорий Иванович Ковалевский, а старостой — Разумник Васильевич Аникин. В 1917 году настоятелем церкви был протоиерей Фёдор Алексеевич Малов, церковным старостой — Александр Георгиевич Логинов.

### Хозяйственная деятельность
До 1873 года церковь не имела финансовых накоплений. Благодаря стараниям старосты Александра Корепова с этого времени за 10 лет было накоплено до 22 тыс. рублей капитала. Его же трудами летом 1883 года при церковных домах построены новые службы, на что потрачено более 5 тыс. рублей. Церковных домов два: они были деревянные на каменных фундаментах, один в ветхом состоянии, а второй тем же летом существенно отремонтирован и заново отделан внутри. Саму церковь окрасили масляной краской, часть крыши заменили, часть отремонтировали, проржавевшие элементы удалили.
Половина церковной ограды треснула и покосилась, поэтому была разобрана и смонтирована вновь. Забор вокруг Малоохтенского кладбища местами пришёл в ветхость, поэтому часть его была сделана заново, а другая часть отремонтирована. Очищены и углублены канавы, над ними проложены новые мостки, старые исправлены. Проложена водосточная труба, соединившая самую глубокую канаву с городской трубой, пролегающей по проспекту.

### Благотворительность
30 октября 1878 года «благоустроитель здешней церкви» Михаил Георгиевич Петров учредил благотворительное общество, пожертвовав на вечное хранение капитал в 2 тыс. руб. Днём открытия общества было принято считать 31 декабря, когда состоялось первое собрание его членов. Согласно отчёту за 1883 г. средства общества составляли 13.121 р. 97 коп, из них 9.400 р. в бумагах Одесского городского кредитного общества. Охтенские обыватели подарили обществу землю на берегу Невы, около пристани перевоза, на которой осенью 1884 г. была заложена богадельня.
В начале XX века при обществе существовали следующие учреждения, располагавшиеся в церковном доме на Перевозном пер., 2:
- убежище для престарелых женщин на 19 человек; попечительницей состояла жена личного почётного гражданина Мария Михайловна Андреева, заведующим — член совета Р. В. Аникин;
- классы черчения и рисования Императорского Русского технического общества для учащихся ремесленных мастерских;
- церковно-приходская школа из четырёх отделений, где обучалось до 170 детей (мальчиков и девочек).

Всего в обществе состояли 188 человек, в их числе 34 почётных члена, 128 благотворителей и членов-сотрудников 26 человек. Следует отметить Мало-Охтинское братство при Троицкой церкви-школе, находившейся на углу Мариинской улицы и Киновиевского проспекта. Троицкая церковь помещалась на втором этаже здания школы и сначала была приписана к церкви св. Марии Магдалины, а в 1910 году получила собственный причт.
В 1908 году председателем совета общества был потомственный почётный гражданин Фёдор Гаврилович Дмитриев, товарищем председателя (заместителем) — настоятель церкви Святой Марии Магдалины протоиерей Григорий Иоаннович Ковалевский, казначеем — личный почётный гражданин Василий Иванович Михалёв. Непременными членами совета состояли настоятель Г. И. Ковалевский, священник Василий Владимирович Бобровский, диаконы Вл. Иоан. Травин, Фёдор Павлович Леонтьев и церковный староста Р. В. Аникин.
В 1910 году председатель общества — Георгий Фёдорович Ракеев (он же был главой Попечительства для сбора пожертвований на ремесленное образование детей); затем — П. А. Романовский, секретарь — диакон храма С. П. Песков.

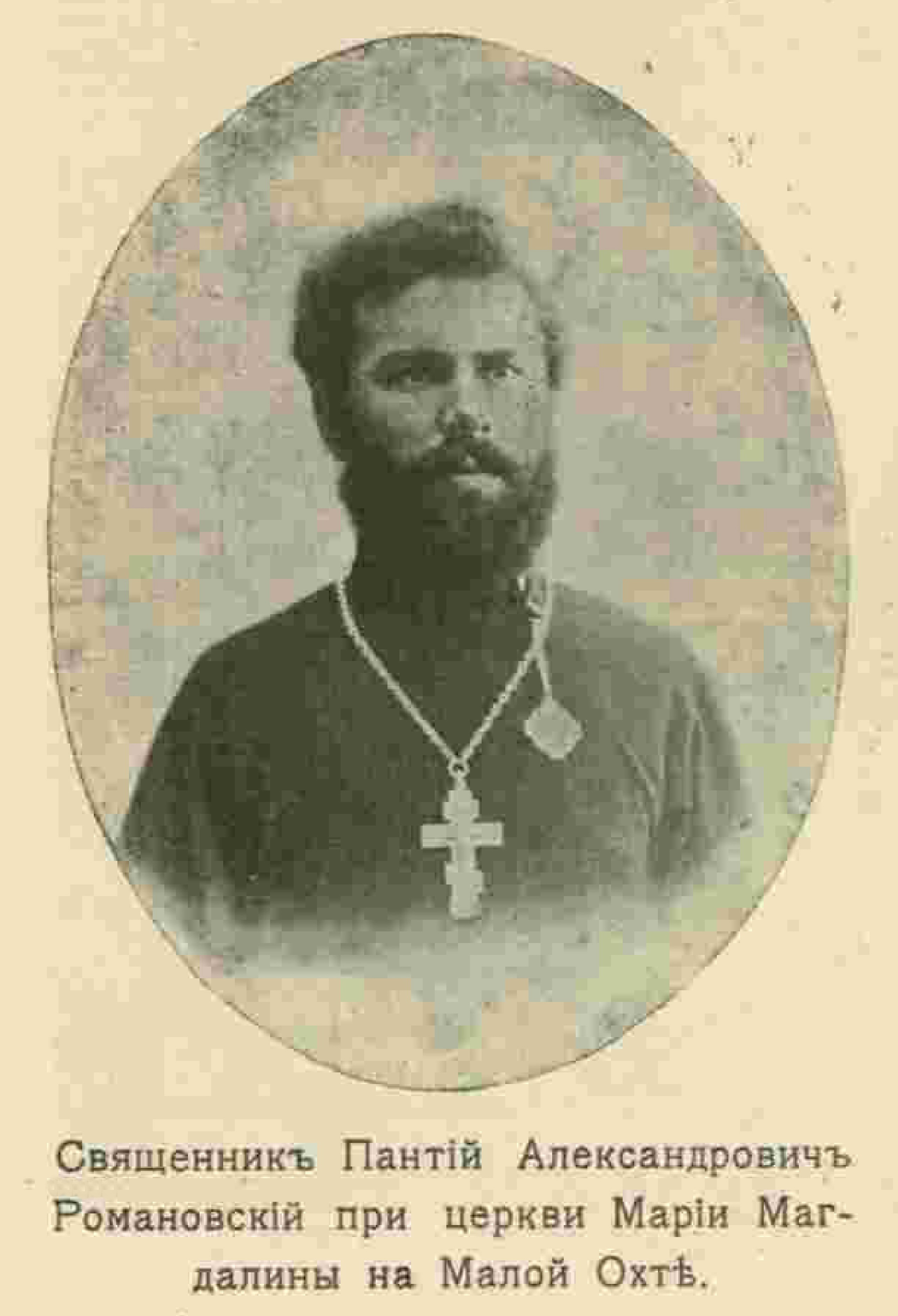
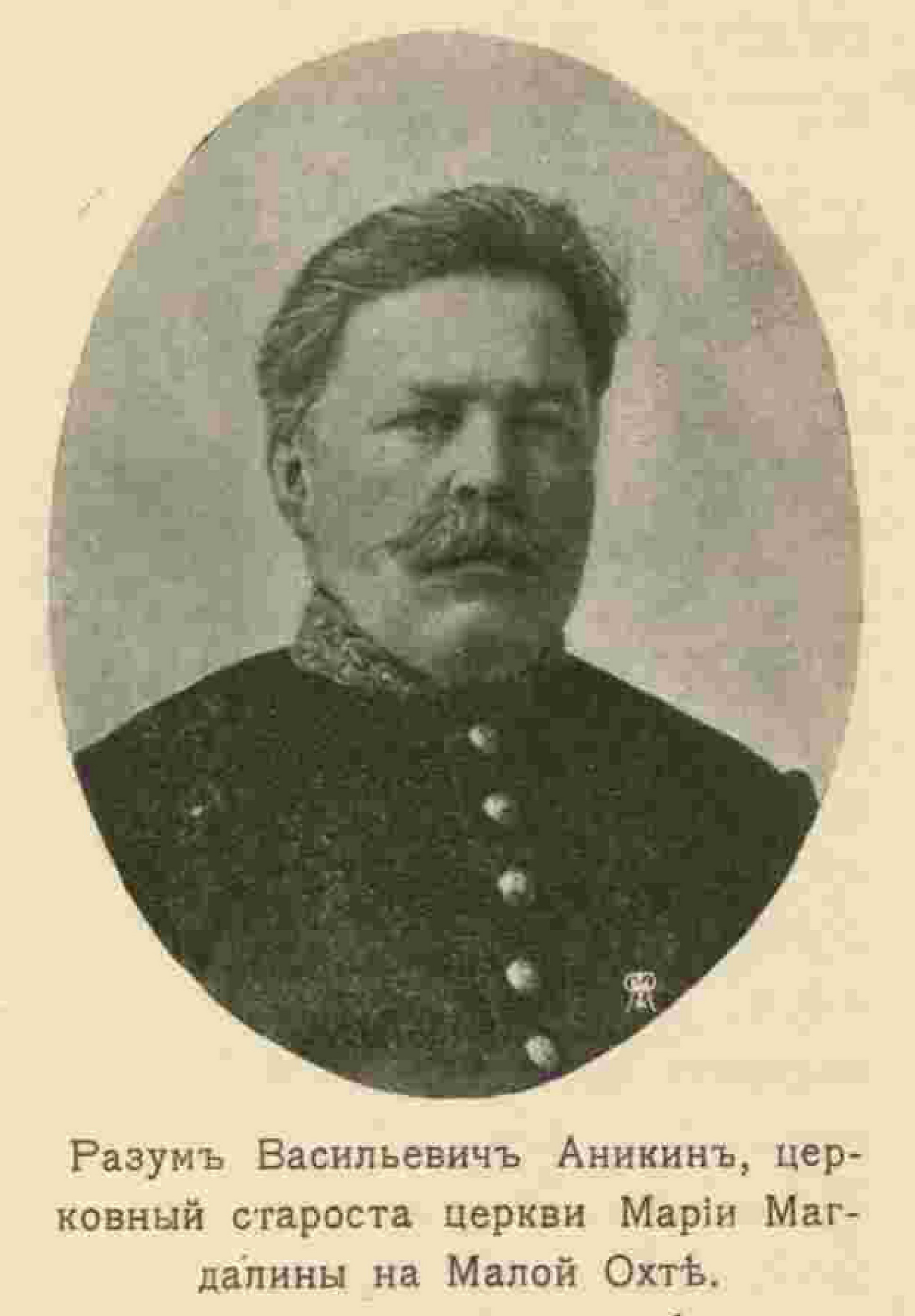
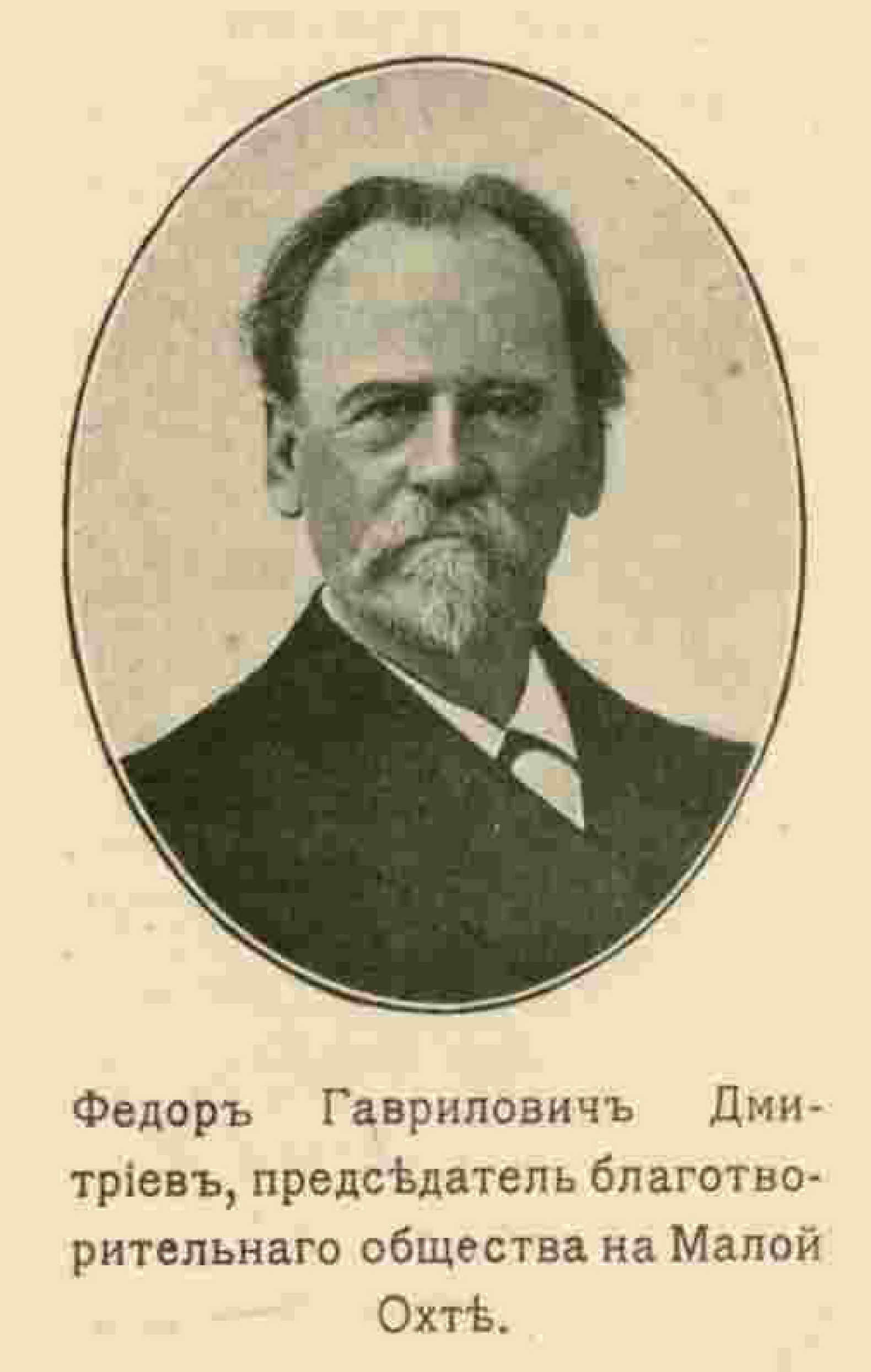
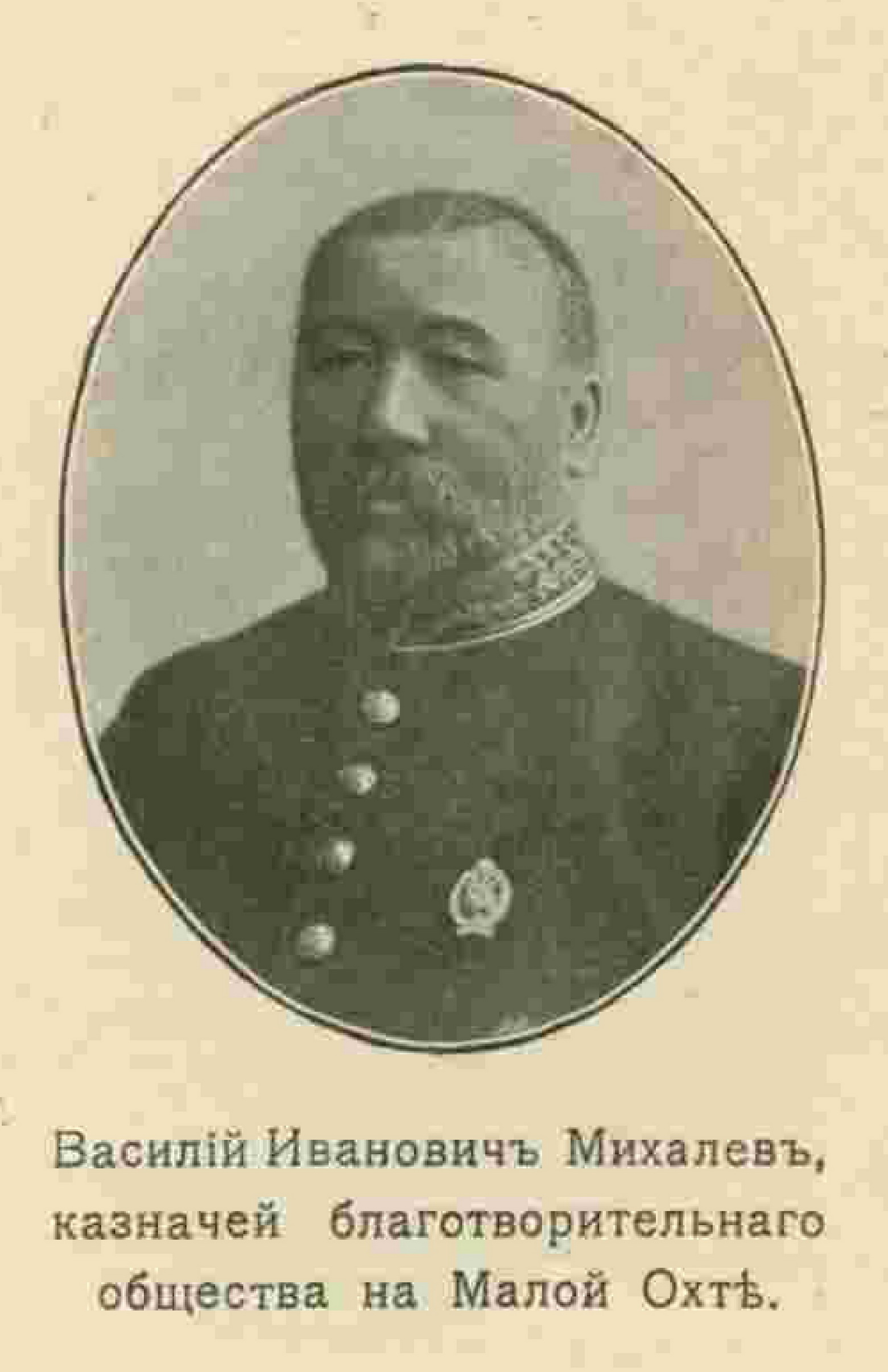

### Разрушение
В 1930-х годах советские власти уничтожили Малоохтинское православное кладбище. В августе 1938 года закрыли Магдалинскую церковь, арестовав последнего настоятеля новомученика протоиерея Иоанна Лескова. В храме сначала устроили кинотеатр, а в 1972 году полностью разрушили. Уничтожению подверглись также стоявшие при ней старинные часовни, представлявшие большую историческую ценность.
В 1996—1997 годах рядом с местом, где была церковь, построили деревянную часовню во имя Святой Марии Магдалины. В 2003 году её перенесли на место разрушенного храма, переделав в церковь Святой Марии Магдалины.